# Żabińce
Żabińce (ukr. Жабинці, Żabynci) – wieś na Ukrainie w rejonie czortkowskim należącym do obwodu tarnopolskiego, położona nad rzeką Niczława.
W polskich źródłach pisanych pierwsza wzmianka o osadzie pochodzi z 1443 r. W okresie międzywojennym wieś należała do gminy Probużna w powiecie kopyczynieckim województwa tarnopolskiego.
W 1944 nacjonaliści ukraińscy z OUN-UPA zamordowali tutaj 12 Polaków.
We wsi znajduje się zdewastowany kościół rzymskokatolicki pw. Narodzenia Najświętszej Maryi Panny, murowany, wzniesiony w 1860 r., konsekrowany w 1907 r. Samodzielną parafię erygowano tu w 1906 r., wydzielając ją z parafii z Kopyczyńcach. Należała ona do dekanatu w Czortkowie, a swym zasięgiem obejmowała także wsie Probużna, Hadyńkowce, Hryńkowce, Szwajkowce i Zaremba.

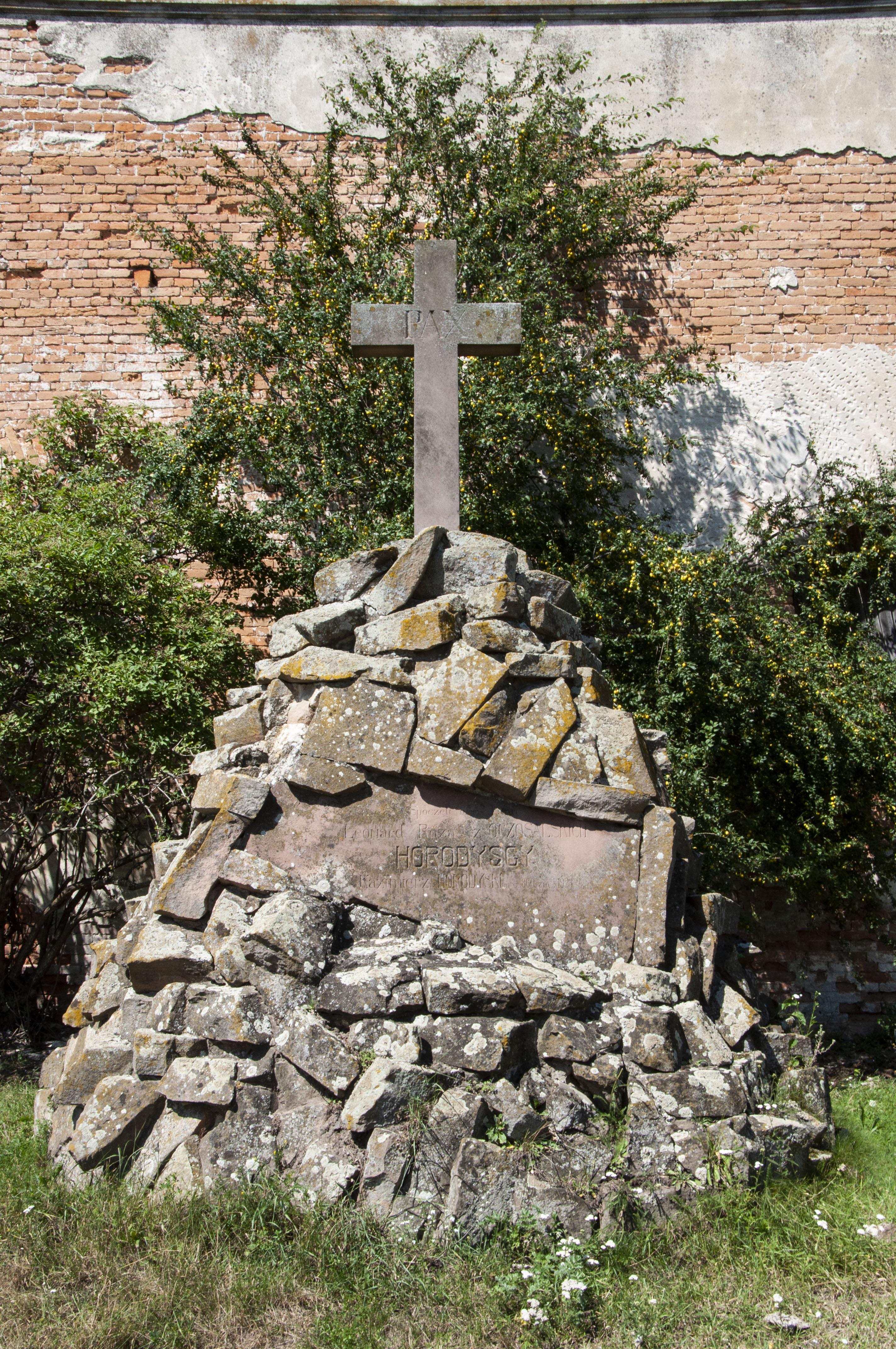
Płyta pamiątkowa upamiętniająca założenie kościoła przez rodzinę Horodyskich

We wsi zamieszkiwał Kazimierz Horodyski – poseł VII kadencji Sejmu Krajowego Galicji.
Urodził się tutaj Zdzisław Podedworny – polski trener piłkarski.
W miejscowym kościele 2 IX 1925 roku został ochrzczony Kazimierz Chmielowski, żołnierz antykomunistycznego podziemia niepodległościowego.
Do 2020 w rejonie husiatyńskim. 

## Demografia
Według spisu powszechnego z 1921 roku, wieś zamieszkiwało 717 osób, w tym 518 Polaków i 199 Rusinów.